# エムキャス
エムキャス (MX CASTING) は、東京メトロポリタンテレビジョン (TOKYO MX) が提供していた無料の動画配信（IPサイマル放送）サービス、またはそのアプリケーションソフトウェアである。

## 概要
地上波では東京都及び関東圏の一部（約1,430万世帯）のみ視聴可能である「東京メトロポリタンテレビジョン」の番組を、インターネット網を通じ日本全国に同時配信を行っている。日本全国で視聴可能になったのは、20世紀末のCS放送のディレクTVの「東京情報チャンネル」（1998年から2000年9月まで）以来であった。
実証実験として、2015年7月1日より配信を開始。実験の期間は1年間を予定している。この実証実験はリクルートホールディングスとの業務提携によるものである。
原則として地上波と同時配信のみだったが、かつては過去の放送番組も視聴できるように対応する構想もあった。
2015年11月ごろには、全国の放送局へ向けエムキャスでの配信を呼びかけており、2016年1月5日からウェザーニューズ「SOLiVE24」の24時間配信が始まり、続いて同年4月18日から広島ホームテレビ「ぽるぽるTV」の配信が始まった。2017年7月1日からは群馬テレビ、7月9日からは奈良テレビがそれぞれ配信開始したが、奈良テレビは2018年4月30日をもって配信終了し、広島ホームテレビやウェザーニューズも配信を終了している。
また、サービス開始当初はiOS・Android対応のスマートフォン・タブレットユーザーのみが視聴対象であったが、2016年1月5日にWeb版がリリースされ、ウェブブラウザからも視聴できるようになった。ただし、アプリケーションでは配信している番組でもWeb版では配信されないものがある。
2024年6月、TOKYO MXは同月末をもって、本サービスを終了することを発表した。同月時点で本サービスにて配信されている番組については、今後は一部の番組を除き、TVerやYouTubeなどにて配信するとしている。
2024年11月、楽天グループの動画配信サービスであるRチャンネルに「TOKYO MXチャンネル」を開設し、自社制作番組の供給を開始した。これにより、TOKYO MX制作の報道番組・情報番組・バラエティ番組の一部が再び全国で視聴出来るようになった。

## 特徴
- 配信番組は一部である。随時追加予定。
- アプリケーションからの視聴には位置情報の提供が必要。
- 本編はチャンネルロゴ表示、地震情報や交通情報等のL字型画面、情報番組等の時刻、天気予報もそのまま表示される。ただし「東京シティ競馬中継」のみ下部に「この動画はテレビ放送より1分程度遅れています」という断りのテロップが独自に出されている。
- 配信番組であっても『モーニングCROSS』・『5時に夢中!』・『バラいろダンディ』の芸能・スポーツコーナーなど、音声のみの配信や映像・音声両方の配信を中断する場合がある。
- CM・提供クレジットはスポンサーの許可を得たもののみ配信し、それ以外は独自の静止画・無音で対応している（本編に小さく表示するタイプの提供クレジットも対象）。広告料は上乗せされない[12]。
- AirPlay・Chromecast・Amazon Fire TV[注釈 4]に対応。
- X（旧・Twitter）と連携して、実況ツイートの表示・投稿が可能（アプリケーション、バージョン2以降のみ）。

## 配信実施局
| 地上波放送 対象地域 | チャンネル名 | 配信事業者       | 配信開始日     | 配信終了日    | 備考                 |
| ------------------- | ------------ | ---------------- | -------------- | ------------- | -------------------- |
| 東京都              | TOKYO MX1    | TOKYO MX         | 2015年7月1日   | 2024年6月30日 |                      |
| 東京都              | TOKYO MX2    | TOKYO MX         | 2015年10月19日 | 2024年6月30日 |                      |
| -                   | MX LIVE      | TOKYO MX         |                |               | 配信専用チャンネル   |
| -                   | MX LIVE 2    | TOKYO MX         |                |               | 配信専用チャンネル   |
| -                   | MX LIVE 3    | TOKYO MX         |                |               | 配信専用チャンネル   |
| -                   | Weather News | ウェザーニューズ | 2016年1月5日   | 2023年9月30日 | インターネット放送局 |
| 広島県              | ぽるぽるTV   | 広島ホームテレビ | 2016年4月18日  |               |                      |
| -                   | ぽるぽるLIVE | 広島ホームテレビ | 2016年12月9日  |               | 配信専用チャンネル   |
| 奈良県              | ならテレ     | 奈良テレビ       | 2017年7月9日   | 2018年4月30日 |                      |
| 群馬県              | 群馬テレビ   | 群馬テレビ       | 2017年7月1日   | 2024年3月31日 |                      |

## 配信番組
番組ジャンルごとに、配信時期の早い順に列記する。TOKYO MX2の放送番組は (MX2) と表記する。
| 番組名                                        | 配信期間 （放送期間）                                           | 放送・配信時間                                         | 備考                                                               |
| --------------------------------------------- | --------------------------------------------------------------- | ------------------------------------------------------ | ------------------------------------------------------------------ |
| 爆走兄弟レッツ&ゴー!!                         | 2015年7月1日 - 2016年4月20日 （2015年4月1日 - 2016年4月20日 ）  | 水曜 19:00 - 19:30                                     | 再放送                                                             |
| STEINS;GATE                                   | 2015年7月2日 - 12月3日                                          | 木曜 1:35 - 2:05（水曜深夜）                           | 再放送（第23話まで、第23話は改変版）                               |
| ナルどマ                                      | 2015年7月2日 - 9月24日 2015年10月1日 - 11月26日                 | 木曜 21:55 - 22:00 木曜 21:57 - 22:00                  | 第6回まで2話ずつ放送 時間変更（番組表上は「キャラ@女子会」に内包） |
| うーさーのその日暮らし 夢幻編                 | 2015年7月3日 - 9月25日                                          | 金曜 23:00 - 23:30                                     | ULTRA SUPER ANIME TIME内23:09頃から放送                            |
| ニセコイ 1st Season Selection                 | 2015年7月3日 - 10月2日                                          | 金曜 23:30 - 24:00                                     | 『ニセコイ』第1期の再放送（第13話まで）                            |
| VENUS PROJECT                                 | 2015年7月5日 - 9月27日                                          | 日曜 22:00 - 22:27                                     | バラエティ回含む                                                   |
| ワカコ酒                                      | 2015年7月5日 - 9月20日                                          | 日曜 22:27 - 22:30                                     |                                                                    |
| てーきゅう 5期                                | 2015年7月7日 - 9月21日                                          | 火曜 1:05 - 1:08（月曜深夜）                           |                                                                    |
| てーきゅう 3期                                | 2015年7月7日 - 9月21日                                          | 火曜 1:08 - 1:11（月曜深夜）                           | 再放送                                                             |
| 怪獣酒場 カンパーイ!                          | 2015年7月7日 - 9月29日                                          | 火曜 21:55 - 22:00                                     |                                                                    |
| ぐらP&ろで夫                                  | 2015年7月8日 - 12月29日 （2014年11月5日 - 12月29日）            | 水曜 1:30 - 1:35（火曜深夜）                           |                                                                    |
| ビキニ・ウォリアーズ                          | 2015年7月8日 - 9月23日                                          | 水曜 1:35 - 1:40（火曜深夜）                           |                                                                    |
| 洲崎西 THE ANIMATION                          | 2015年7月8日 - 9月23日                                          | 水曜 21:55 - 22:00                                     |                                                                    |
| トランスフォーマー アドベンチャー             | 2015年7月13日 - 12月28日 （2015年7月6日 - 12月28日）            | 月曜 18:30 - 18:55                                     |                                                                    |
| キュートランスフォーマー さらなる人気者への道 | 2015年7月13日 - 10月1日 （2015年7月6日 - 10月1日）              | 月曜 18:55 - 19:00                                     |                                                                    |
| 絶体絶命でんぢゃらすじーさん                  | 2015年7月16日 - 12月3日 （2015年4月9日 - 12月3日）              | 木曜 19:30 - 19:45                                     | 再放送、2話ずつ放送                                                |
| 怪盗ジョーカー リプレイ                       | 2015年8月3日 - 9月28日 （2015年7月6日 - 9月28日）               | 月曜 19:00 - 19:30                                     | 『怪盗ジョーカー シーズン2』の再放送 大阪府・兵庫県は配信対象外    |
| 美少女戦士セーラームーンCrystal               | 2015年8月3日 - 9月28日 （2015年4月6日 - 9月28日）               | 月曜 23:00 - 23:30                                     |                                                                    |
| DIABOLIK LOVERS MORE,BLOOD                    | 2015年10月4日 - 12月27日                                        | 日曜 22:00 - 22:15                                     |                                                                    |
| 雨色ココア Rainy Colorへようこそ!             | 2015年10月4日 - 12月20日                                        | 日曜 22:15 - 22:27                                     |                                                                    |
| 小森さんは断れない!                           | 2015年10月4日 - 12月20日                                        | 日曜 22:27 - 22:30                                     |                                                                    |
| 怪盗ジョーカー リプレイ                       | 2015年10月5日 -                                                 | 月曜 19:00 - 19:30                                     | 再放送（第1話から）                                                |
| 美少女戦士セーラームーンCrystal               | 2015年10月5日 -                                                 | 月曜 23:00 - 23:30                                     | 再放送（第1話から）                                                |
| JKめし!                                       | 2015年10月6日 - 2016年3月29日                                   | 火曜 1:00 - 1:05（月曜深夜）                           |                                                                    |
| てーきゅう 6期                                | 2015年10月6日 - 12月22日                                        | 火曜 1:05 - 1:08（月曜深夜）                           |                                                                    |
| まんがーる!                                   | 2015年10月6日 - 12月29日                                        | 火曜 1:16 - 1:20（月曜深夜）                           | 再放送                                                             |
| スペース☆ダンディ セレクション                | 2015年10月6日 - 12月29日                                        | 火曜 23:00 - 23:30                                     | 『スペース☆ダンディ』の再放送                                      |
| SHOW BY ROCK!!                                | 2015年10月7日 - 12月31日                                        | 水曜 19:30 - 20:00                                     | 再放送                                                             |
| Dance with Devils                             | 2015年10月7日 - 12月23日                                        | 水曜 23:30 - 24:00                                     |                                                                    |
| 薩摩剣士隼人 YOKADO!カゴンマ                  | 2015年10月8日 - 2016年3月24日                                   | 木曜 20:00 - 20:25 日曜 18:00 - 18:25（MX2）           |                                                                    |
| えとたま                                      | 2015年10月8日 - 12月24日                                        | 木曜 22:00 - 22:30                                     | 再放送                                                             |
| 猫のダヤン 日本へ行く                         | 2015年10月17日 - 2016年1月6日                                   | 土曜 7:00 - 7:05                                       | 2016年1月16日から再放送                                            |
| 血液型くん!3                                  | 2015年10月20日 - 12月29日 （2015年10月13日 - 2015年12月29日）   | 火曜 1:08 - 1:11（月曜深夜）                           |                                                                    |
| あにトレ!EX                                   | 2015年10月20日 - 12月29日 （2015年10月13日 - 12月29日 ）        | 火曜 1:11 - 1:16（月曜深夜）                           |                                                                    |
| ヤマノススメ セカンドシーズン                 | 2015年10月20日 - 12月21日 （2015年10月13日 - 12月21日 ）        | 火曜 1:21 - 1:35（月曜深夜）                           | 再放送 2015年12月29日までは火曜 1:20 - 1:35                        |
| アドベンチャー・タイム                        | 2015年12月3日 - 2018年3月19日 （2015年3月19日 - 2018年3月19日） | 木曜 18:30 - 19:00                                     |                                                                    |
| 猫絵日記                                      | 2015年12月3日 -                                                 | 木曜 21:57 - 22:00                                     | 番組表上は「キャラ@女子会」に内包                                  |
| SUSHI POLICE                                  | 2016年1月7日 - 3月31日 2016年3月1日 -                           | 木曜 1:00 - 1:05（水曜深夜） 平日 11:55 - 12:00（MX2） | 再放送                                                             |
| 探偵オペラミルキィホームズTD                  | 2016年1月8日 -                                                  | 金曜 0:00 - 0:30（木曜深夜）                           | 再放送                                                             |
| てーきゅう 7期                                | 2016年1月12日 -                                                 | 火曜 1:05 - 1:08（月曜深夜）                           |                                                                    |
| 血液型くん!4                                  | 2016年1月12日 -                                                 | 火曜 1:08 - 1:11（月曜深夜）                           |                                                                    |
| 魔法少女なんてもういいですから。              | 2016年1月12日 - 3月29日                                         | 火曜 1:11 - 1:16（月曜深夜）                           |                                                                    |
| 枕男子                                        | 2016年1月12日 -                                                 | 火曜 1:16 - 1:21（月曜深夜）                           | 再放送                                                             |
| 銀河旋風ブライガー                            | 2016年1月13日 -                                                 | 水曜 18:30 - 19:00                                     |                                                                    |

| 番組名                                         | 配信期間 （放送期間）                                            | 放送・配信時間                                      | 備考                                               |
| ---------------------------------------------- | ---------------------------------------------------------------- | --------------------------------------------------- | -------------------------------------------------- |
| 東京乙女レストラン                             | 2015年7月1日 - 9月23日                                           | 水曜 22:30 - 23:00                                  | 再放送                                             |
| 月刊ブシロードTV                               | 2015年7月2日 - 2020年6月28日 （2014年4月11日 - 2020年6月28日 ）  | 木曜 23:00 - 23:30                                  | 配信開始と同時に放送曜日が変更                     |
| ゲームクラブ eスポーツMaX                      | 2015年7月3日 - （2014年10月3日 - ）                              | 金曜 18:30 - 19:00 日曜 21:30 - 22:00（MX2）        |                                                    |
| アニソンCLUB!                                  | 2015年7月3日 - 2016年12月23日 （2015年1月8日 - 2016年12月23日 ） | 金曜 22:00 - 22:30                                  |                                                    |
| ブシモのテレビ                                 | 2015年7月4日 - 9月26日                                           | 土曜 22:30 - 23:00                                  |                                                    |
| 西部邁ゼミナール                               | 2015年7月5日 - 2018年1月27日 （2008年10月4日 - 2018年1月27日）   | 日曜 9:30 - 10:00 土曜 9:00 - 9:30（MX2）           |                                                    |
| 営業の達人                                     | 2015年7月6日 - 12月27日 （2015年4月6日 - 12月27日）              | 月曜 1:00 - 1:05（日曜深夜）                        |                                                    |
| どうなる?                                      | 2015年7月6日 - 11月30日                                          | 月曜 22:30 - 23:00                                  |                                                    |
| やりきり!仮面女子 〜天下取るならイッちゃって〜 | 2015年7月11日 - 12月25日 （2015年4月4日 - 12月25日）             | 土曜 1:35 - 1:40（金曜深夜）                        |                                                    |
| 週末めとろポリシャン♪                          | 2015年7月18日 - 2017年3月25日 （2013年1月11日 - 2017年3月27日 ） | 土曜 10:30 - 11:25                                  |                                                    |
| たたかえ!GAME BOYZ                             | 2015年7月21日 - 2016年1月19日 （2015年7月7日 - 2016年1月19日）   | 火曜 18:54 - 18:59                                  |                                                    |
| 明日、どこいくの!?                             | 2015年8月9日 - 9月27日 （2015年4月4日 - ）                       | 日曜 7:00 - 7:30                                    | TOKYO MX2の再放送                                  |
| ようこそ櫻の国へ                               | 2015年8月23日 - 2016年3月27日 （2014年4月6日 - 2016年3月27日）   | 日曜 8:30 - 8:55 土曜 16:30 - 16:55（MX2）          |                                                    |
| モーニングCROSS                                | 2015年9月3日 - （2014年4月1日 - ）                               | 平日 7:00 - 8:30                                    |                                                    |
| おしえて!美bien!!!                             | 2015年9月4日 -                                                   | 金曜 15:30 - 15:59                                  |                                                    |
| アート・ステージ ～画家たちの美の饗宴          | 2015年9月6日 - （2014年4月7日 - ）                               | 日曜 11:00 - 11:30 土曜 10:30 - 11:00（MX2）        |                                                    |
| GO!GO!九ちゃんフィッシング                     | 2015年9月19日 - （2013年4月6日 - ）                              | 土曜 8:30 - 8:45                                    |                                                    |
| キャラ@女子会                                  | 2015年10月1日 -                                                  | 木曜 21:55 - 21:57                                  |                                                    |
| 自動車冒険隊                                   | 2015年10月2日 - 12月24日 2016年1月6日 -                          | 金曜 1:05 - 1:35（木曜深夜） 水曜 23:30 - 24:00     | 時間変更                                           |
| 開店!SIRのパチスキ!                            | 2015年10月3日 - （2015年7月4日 - ）                              | 土曜 3:10 - 3:40（金曜深夜） ※毎月第1金曜深夜を除く | 2017年4月から第1金曜深夜を除く                     |
| 東京クラッソ!                                  | 2015年10月3日 - 2016年9月24日 （2015年4月5日 - 2016年9月24日）   | 土曜 11:30 - 12:00 日曜 21:30 - 22:00               |                                                    |
| 音ボケPOPS                                     | 2015年10月3日 -                                                  | 土曜 21:30 - 22:00                                  |                                                    |
| 真夜中のおバカ騒ぎ!                            | 2015年10月4日 - （2013年4月7日 - ）                              | 日曜 3:30 - 4:00（土曜深夜）                        |                                                    |
| こど～MO!                                      | 2015年10月4日 -                                                  | 日曜 7:15 - 7:30                                    |                                                    |
| クルーズ 大海原の夢日記                        | 2015年10月4日 - （2015年4月5日 - ）                              | 日曜 11:30 - 11:59                                  |                                                    |
| バラいろダンディ                               | 2015年10月5日 - （2014年4月1日 - ）                              | 平日 21:00 - 21:55                                  | アプリ版のみ配信                                   |
| うみくんの声優への道                           | 2015年10月7日 - 12月29日                                         | 水曜 1:35 - 1:40（火曜深夜）                        |                                                    |
| アイオケ♪                                      | 2015年10月7日 - （2015年9月30日 - ）                             | 水曜 22:25 - 22:30                                  |                                                    |
| 東京乙女レストラン シーズン2                   | 2015年10月7日 -                                                  | 水曜 23:00 - 23:30                                  |                                                    |
| 淳と隆の週刊リテラシー                         | 2015年10月10日 - 2016年9月24日 （2014年4月5日 - 2016年9月24日）  | 土曜 17:00 - 17:55                                  |                                                    |
| ネッコロTV ネッコロがってみて根。              | 2015年10月16日 - （2015年10月8日 - ）                            | 金曜 3:40 - 3:45（木曜深夜）                        | 再放送                                             |
| 明日、どこいくの!?                             | 2015年10月17日 - （2015年4月4日 - ）                             | 土・火・木曜 23:00 - 23:30（MX2）                   |                                                    |
| 東京マーケットワイド                           | 2015年10月19日 - （2008年6月30日 - ）                            | 平日 8:30 - 11:40（MX2） 平日 12:29 - 15:20（MX2）  | 2016年1月29日までは平日 8:30 - 9:30、14:30 - 15:20 |
| どうする?東京                                  | 2015年10月24日 - （2006年4月23日 - ）                            | 第4土曜 21:00 - 21:30 翌日曜 11:30 - 12:00          |                                                    |
| Japania-TV                                     | 2015年10月25日 - 12月13日 （2015年9月6日 - 12月13日）            | 日曜 18:00 - 18:30                                  |                                                    |
| ダイエットドキュメンタリー ヤセカツ。          | 2015年11月2日 -                                                  | 月曜 21:55 - 22:00                                  |                                                    |
| 企業魂                                         | 2015年11月12日 - （2010年8月6日 - ）                             | 木曜 20:25 - 20:55                                  |                                                    |
| SIR5期生オーディション ～SIR5期生への道～      | 2015年11月14日 - 2016年1月9日                                    | 第2・第4土曜 3:40 - 4:00（金曜深夜）                | 全5回                                              |
| 発掘!ミラクルフォト                            | 2016年1月4日 -                                                   | 月曜 1:00 - 1:05（日曜深夜）                        |                                                    |
| 江口拓也の俺たちだって癒されたい!              | 2016年1月6日 - 3月30日                                           | 水曜 23:00 - 23:30                                  |                                                    |
| 産地直送 とれたて!仮面女子                     | 2016年1月9日 -                                                   | 土曜 1:35 - 1:40（金曜深夜）                        | タイトル変更                                       |
| ボイメン☆MAGIC 〜夜の魔法をキミに〜            | 2016年1月13日 - 3月30日 （2015年4月22日 - 2016年3月30日）        | 水曜 22:00 - 22:30                                  |                                                    |
| ぷらちなライフ～人生楽笑～                     | 2016年1月17日 - （2015年4月5日 - ）                              | 日曜 10:00 - 11:00                                  |                                                    |
| 番町ボーイずん                                 | 2016年1月28日 - （2016年1月8日 - ）                              | 金曜 23:30 - 24:00                                  |                                                    |
| 濱口女子大学 ～軽トラとテントと鈴木～          | 2016年3月4日 - （2016年1月15日 - ）                              | 金曜 23:30 - 24:00（MX2）                           |                                                    |
| ツキプロch.                                    | 2016年4月6日 - 6月22日                                           | 水曜 23:00 - 23:30                                  |                                                    |
| ニュース女子                                   | 2016年9月6日 - （2015年10月7日 - ）                              | 月曜 22:00 - 23:00                                  |                                                    |
| SIR6期生オーディション ～SIR6期生への道～      | 2016年11月4日 - 2017年1月13日                                    | 不定期土曜 3:40 - 4:00（金曜深夜）                  | 全5回                                              |
| 楽遊の高層アイドル!!                           | 2017年4月8日 - 2018年7月7日                                      | 土曜 3:10 - 3:40（金曜深夜）※第1金曜深夜            | 月1回放送                                          |

| 番組名                                 | 配信期間 （放送期間）                                    | 放送・配信時間                                      |
| -------------------------------------- | -------------------------------------------------------- | --------------------------------------------------- |
| 韓国ドラマ「福寿草」                   | 2015年8月3日 - 8月28日 （2014年1月21日 - 2015年8月28日） | 月・水・木曜 14:00 - 14:30                          |
| 韓国ドラマ「天使の罠」                 | 2015年8月31日 -                                          | 月・水・木曜 14:00 - 14:30                          |
| 韓国ドラマ「頑張れチャンミ!」          | 2015年10月1日 -                                          | 火 - 金曜 15:30 - 15:59                             |
| 韓国ドラマ「大切に育てた娘ハナ」       | 2015年10月1日 -                                          | 火 - 金曜 16:29 - 17:00                             |
| 江戸→東京どらま えにしの記憶 シーズン2 | 2015年11月7日 - （2015年10月3日 - ）                     | 土曜 16:00 - 16:30（MX2） 日曜 11:00 - 11:30（MX2） |

| 番組名                                      | 配信期間 （放送期間）                 | 放送・配信時間                                                              | 備考 |
| ------------------------------------------- | ------------------------------------- | --------------------------------------------------------------------------- | ---- |
| ショップチャンネル お買物エンタテインメント | 2015年7月1日 - （2012年1月2日 - ）    | 平日 6:00 - 7:00 月曜 15:00 - 15:59                                         |      |
| ときめきサンデー                            | 2015年7月5日 - （2011年7月10日 - ）   | 日曜 7:30 - 8:30                                                            |      |
| いいものがたり                              | 2015年10月19日 - （2015年9月21日 - ） | 平日 12:00 - 12:29（MX2） 平日 16:30 - 17:00（MX2） 土曜 8:30 - 9:00（MX2） |      |

| 番組名             | 配信期間 （放送期間）                | 放送・配信時間      |
| ------------------ | ------------------------------------ | ------------------- |
| 都知事定例会見     | 2015年7月3日 -                       | 金曜 13:59 - 14:30  |
| 東京シティ競馬中継 | 2015年11月1日 - （1995年11月6日 - ） | レース開催日（MX2） |

| 番組名                                                            | 放送・配信時間 | 概要                                                         |
| ----------------------------------------------------------------- | --- | ------------------------------------------------------------ |
| #アイドルオーケストラ♪7/22@ shibuya eggman!                       | 2015年7月1日 水曜 21:55 - 22:00 |                                                              |
| 初音ミク「マジカルミライ 2015」 今年も絶賛制作中!                 | 2015年7月10日 金曜 19:30 - 20:00                                                                                                   |                                                              |
| 映画『心が叫びたがってるんだ。』公開直前特番                      | 2015年9月18日 金曜 23:30 - 24:00                                                                                                   |                                                              |
| ワカコ酒情報局                                                    | 2015年9月27日 日曜 22:27 - 22:30                                                                                                   | 『ワカコ酒』特別番組                                         |
| 特番 ～大人気「マギ」・外伝「シンドバッドの冒険」の魅力に迫る～   | 2015年9月30日 水曜 1:05 - 1:35（火曜深夜）                                                                                         |                                                              |
| 明日からアイオケ!                                                 | 2015年9月30日 水曜 1:35 - 1:40（火曜深夜）                                                                                         |                                                              |
| じょじょネットすざき                                              | 2015年9月30日 水曜 21:55 - 22:00                                                                                                   | 『洲崎西 THE ANIMATION』特別番組                             |
| 血液型くん! ベストセレクション                                    | 2015年10月6日 火曜 1:08 - 1:30（月曜深夜）                                                                                         | 『血液型くん!3』特別番組                                     |
| 映画「心が叫びたがってるんだ。」公開記念特番                      | 2015年10月11日 日曜 0:30 - 1:00（土曜深夜）                                                                                        | 再放送（再配信）                                             |
| 猫のダヤン ベストセレクション                                     | 2015年10月10日 土曜 7:00 - 7:05 |                                                              |
| 開店!SIRのパチスキ!～3rdワンマンライブ                            | 2015年10月17日 土曜 3:10 - 4:00（金曜深夜）                                                                                        |                                                              |
| 9レイジーだぜ。チャレンジフェスティバル                           | 2015年11月1日 日曜 17:59 - 21:00                                                                                                   | 開局20周年記念特別番組                                       |
| マーチングスピリッツ2015                                          | 2015年11月7日 土曜 19:30 - 19:55                                                                                                   |                                                              |
| 温泉のフチ子 〜ふくしま女子旅編〜                                 | 2015年11月21日 土曜 14:30 - 15:00                                                                                                  |                                                              |
| 史上最強の大学生は誰だ!? コール オブ デューティ全国大学ゲーム決戦 | 2015年11月27日 金曜 1:40 - 2:10（木曜深夜） 2015年12月25日 金曜 1:40 - 2:10（木曜深夜） 2016年2月26日 金曜 2:10 - 2:40（木曜深夜） |                                                              |
| Making of STEINS;GATE 0 ～終わりと始まりのフラグメント〜          | 2015年12月10日 木曜 1:35 - 2:05（水曜深夜）                                                                                        | 『STEINS;GATE』特別番組                                      |
| 木根テレ!サンデー・スペシャル                                     | 2015年12月13日 日曜 17:00 - 18:00（MX2）                                                                                           |                                                              |
| 「TOKYO NEW HEROES」～夢にむかって～                              | 2015年12月26日 土曜 19:00 - 20:30                                                                                                  | 開局20周年記念特別番組                                       |
| バラいろダンディ ～テレビの安全保障が今夜大崩壊SP!～              | 2015年12月27日 日曜 19:00 - 20:55                                                                                                  | 開局20周年記念特別番組                                       |
| 雨色ココア情報局                                                  | 2015年12月27日 日曜 22:15 - 22:27                                                                                                  | 『雨色ココア』特別番組                                       |
| 小森さんは断れない!情報局                                         | 2015年12月27日 日曜 22:27 - 22:30                                                                                                  | 『小森さんは断れない!』特別番組                              |
| 「明日、どこいくの!?」スペシャルアンコール                        | 2015年12月28日 - 12月31日 19:00 - 20:00（MX2）                                                                                     | 再放送                                                       |
| てーきゅう年末特番                                                | 2015年12月29日 火曜 1:05 - 1:08（月曜深夜）                                                                                        | 『てーきゅう』特別番組                                       |
| JKめし!ベストセレクション2015                                     | 2015年12月30日 水曜 23:30 - 24:00                                                                                                  |                                                              |
| 西部邁ゼミナール年末特番 「アメリカニズムを如何にせん」           | 2015年12月31日 木曜 12:30 - 14:00                                                                                                  |                                                              |
| ブシロード TCG世界一への挑戦!～ラクエンロジック～                 | 2015年12月31日 木曜 19:00 - 20:30                                                                                                  |                                                              |
| REAL3「スーパーライト級」「ヘビー級」トーナメント開幕戦           | 2016年1月1日 金曜 2:30 - 3:55（木曜深夜）                                                                                          |                                                              |
| 新春スペシャル「アリアで綴る華麗なるオペラの世界」                | 2016年1月1日 金曜 8:00 - 10:00 |                                                              |
| モーニングCROSS・2016年新春ニッポン大予想SPECIAL                  | 2016年1月1日 金曜 10:00 - 11:59 |                                                              |
| 江戸→東京どらま えにしの記憶 シーズン2                            | 2016年1月1日 金曜 10:00 - 12:00、 13:00 - 15:00、16:00 - 18:00（MX2）                                                              | 再放送                                                       |
| 映画化記念!13時間SP!!お正月だよ! よりぬき!ミルキィホームズ        | 2016年1月1日 金曜 21:00 - 1月2日 土曜 10:00                                                                                        | 『探偵オペラ ミルキィホームズ』 『みるみるミルキィ』の再放送 |
| 美の歴史を変えた風雲児 葛飾北斎                                   | 2016年1月2日 土曜 14:00 - 15:00 | 開局20周年記念特別番組                                       |
| こど～MO!お正月うっかりんこ30分やっちゃうよスペシャル             | 2016年1月3日 日曜 7:00 - 7:30 |                                                              |
| たたかえ!GAME BOYZ 一挙放送                                       | 2016年1月3日 日曜 13:00 - 14:00（MX2）                                                                                             | 再放送                                                       |
| てーきゅう新春特番                                                | 2016年1月5日 火曜 1:05 - 1:35（月曜深夜）                                                                                          |                                                              |
| ハタチの夢中教室                                                  | 2016年1月10日 日曜 19:00 - 20:00                                                                                                   | 開局20周年記念特別番組                                       |